# Иларион (Самхарадзе)
Архиепи́скоп Иларио́н (груз. ეპისკოპოსი ილარიონი, в миру Автандил Эрастович Самхарадзе, груз. ავთანდილ ერასტის ძე სამხარაძე; 21 ноября 1937, Тбилиси, Грузинская ССР — 5 декабря 2016) — епископ Грузинской Православной Церкви, епископ Бодбийский (1975—1978).

## Биография
В 1957 году окончил Тбилисский металлургический техникум, в 1964 году — Грузинский политехнический институт по специальности горный инженер. С 1963 по 1964 год изучал экономику в Университете марксизма-ленинизма.
В сентябре 1969 года был рукоположен в сан пресвитера. После избрания в апреле 1972 года митрополита Давида католикосом-патриархом всея Грузии, начал сбор подписей против его нахождения на этом посту в связи со скандалом вокруг поддельного завещания патриарха Ефрема II. Взаимодействовал со Звиадом Гамсахурдиа, Мерабом Коставой, Валентиной Пайлодзе. С 1974 по 1975 год был настоятелем Троицкой церкви в Тбилиси.
В 1975 году был назначен архиепископом Бодбийским. После кончины Давида VI был основным конкурентом митрополита Сухумского и Абхазского Илии в борьбе за пост католикоса-патриарха всея Грузии. 18 декабря 1977 года епископ Иларион и его сторонники взяли штурмом патриаршую резиденцию. В июле 1978 года Священный Синод поручил митрополиту Алавердскому Григорию изучить дело епископа Илариона. В том же месяце он был освобожден от обязанностей епископа Бодбийского из-за психического заболевания. В 1982 году проходил курс лечения психиатрической больнице.
По словам митрополита Христофора (Цаламаидзе): «Его выгнали из церкви, как психический больного и определили в психбольнице. Это же всем известный метод КГБ. Мне также известно, что по завещению Давида пятого, следующим Патриархом должен был стать Гаиоз Кератишвили или Романоз Петриашвили. Исходя из этого, почему вы удивляетесь тому, что в Патриархии поддержали путч?»
В марте 1985 году объявил себя главой новой автокефальной Церкви.
Скончался 5 декабря 2016 года. Похоронен в Мцхете, у ограды монастыря Давида Агмашенебели.